# Bosques húmedos del Atlántico de América Central
Los bosques húmedos del Atlántico de América Central forman una ecorregión que pertenece al bioma de los bosques húmedos latifoliados tropicales y subtropicales, según la definición del Fondo Mundial para la Naturaleza. Se extiende desde el este de Guatemala a lo largo de la parte oriental de Honduras, hasta Nicaragua, y cubre una área de 89.600 km².